# USS Black (DD-666)
USS Black (DD-666) — эскадренный миноносец типа «Флетчер» ВМС США. Назван в честь лейтенант-коммандера Хью Блэка, погибшего вместе со своим кораблём USS Jacob Jones 28 февраля 1942 года.

Эсминец был спущен на воду 28 марта 1943 года на верфи Federal Shipbuilding and Drydock Company в Карни, Нью-Джерси. Первым командиром корабля стал лейтенант-коммандер Джек Магиннис.

## История службы

### Вторая Мировая война
Вступив в строй, Black совершил переход в Перл-Харбор, куда прибыл 15 ноября 1943 года. Вскоре был направлен к атоллу Тарава, где нёс дозорную службу до января 1944 года, а также участвовал в сопровождении транспортных судов к 180-му меридиану. 15 января 1944 года подобрал 22 выживших с двух сбитых патрульных самолётов в 95 километрах к югу от Джалуита.

Впервые принял участие в боевых действиях в ходе вторжения на атолл Маджуро (29 января — 8 февраля 1944 года). Кроме того, он участвовал в следующих операциях флота США:
- высадка десанта в Аитапе и Голландии на Новой Гвинее (22 апреля — 7 мая)
- Битва за Сайпан (15 июня — 9 июля)
- Сражение за Гуам (21 июля — 10 августа)
- Битва за Лейте (20-21 октября и 13-14 ноября)

Затем корабль вернулся в Сан-Франциско для ремонта и находился там до февраля 1945 года.
После ремонта корабль совершил переход к Улити, куда прибыл 13 марта и вошёл в состав авианосного соединения TF 58. С 17 марта по 30 мая принимал участие в рейдах 5-го и 3-го флотов для поддержки операции на Окинаве. После периода отдыха в заливе Лейте, снова в составе 3-го флота вёл боевые действия против Японии вплоть до её капитуляции.

После завершения войны, до 1 сентября входил в состав оккупационных сил в Японии. Затем, в составе соединения TF 72, был направлен в Инчхон. До 10 ноября 1945 года нёс службу на Дальнем Востоке, после чего совершил переход из Циндао в США. 5 августа 1946 года корабль был выведен в резерв на базе в Лонг-Бич.

### 1951—1969
18 июля 1951 года корабль был расконсервирован и придан к Атлантическому флоту. Нёс службу у Восточного побережья и в Карибском море. 10 января 1953 года вышел из Норфолка и, через Панамский канал, направился в Тихий океан. 4 марта прибыл к берегам Кореи, где участвовал в боевых операциях до 4 июня. Затем, через Суэцкий канал, совершил переход в США, куда прибыл 6 августа 1953 года, совершив кругосветное путешествие.

До января 1955 года нёс службу в Карибском море и у Восточного побережья США, после чего был отправлен на Тихий океан. Прибыл в пункт базирования в Лонг-Бич 26 января 1955 года.

В течение почти полутора десятка лет Black нёс службу на Тихом океане в составе 7-го флота — осуществлял сопровождение авианосцев, участвовал в противолодочных учениях, патрулировании Тайваньского пролива и демонстрировал флаг во многих портах Азии. С начала 1965 года участвовал в операциях войны во Вьетнаме — патрулирование побережья Южного Вьетнама и его морская блокада (операция Market Time). 

Последнее плавание Black завершил в июле 1969 года. В сентябре этого же года корабль был выведен из состава флота. В феврале 1971 года был продан и разделан на металл.

## Награды
- Шесть Боевых звёзд за операции во Второй мировой войне
- Две Боевых звёзды за участие в Корейской войне

## Список командиров
- лейтенант-коммандер Джек Магиннис (21 мая 1943 — 18 марта 1944)
- коммандер (позднее — контр-адмирал) Эдвард Рубен Кинг мл. (18 марта 1944 — 22 октября 1945)
- лейтенант-коммандер Юджин Говард Симпсон (22 октября 1945 — 5 августа 1946)
- коммандер Джон Реджинальд Бирделл мл. (18 июля 1951 — 3 января 1952)
- коммандер Зигмунд Альберт Бобчински (3 января 1952 — 3 июля 1954)
- коммандер Ричард Артур Секстон (3 июля 1954 — 3 января 1955)
- коммандер Уильям Оливер Хилл (3 января 1955 — 8 июня 1956)
- коммандер Алан Роберт Бруггеманн (8 июня 1956 — 30 мая 1958)
- коммандер Артур Хатчисон Мюррей мл. (30 мая 1958 — 24 июня 1960)
- коммандер Чарльз Юджин Штясны (24 июня 1960 — 24 января 1962)
- коммандер Роберт Эрл Бонди мл. (24 января 1962 — 14 декабря 1963)
- коммандер Джеймс Патрик Макмахон (14 декабря 1963 — 17 июля 1965)
- коммандер Брукс Уокер Зетцер мл. (17 июля 1965 — 19 августа 1966)
- коммандер Кеннет Клей Рейнольдс (19 августа 1966 — 1 июня 1968)
- коммандер Берт Майатт мл. (1 июня 1968 — 21 сентября 1969)